# Burn This Disco Out
Pistes de Off The Wall
It's The Falling In Love
(9)
Burn This Disco Out est une chanson de Michael Jackson écrite et composée par Rod Temperton pour l'album Off The Wall. Elle a été commercialisée sur la face B du single Beat It pendant l'année 1983 en Angleterre.

## Participants
- Michael Jackson - voix principale et chœurs
- Louis Johnson - basse
- John Robinson - batterie
- David Williams - guitare
- Marlo Henderson - guitare
- Greg Phillinganes - piano électrique
- Paulinho Da Costa - percussion
- Cor arrangé par Jerry Hey et joué par The Seawind Horns
- Jerry Hey - trompette et bugle
- Larry Williams - ténor, saxophone alto et flûte
- Kim Hutchcroft - baryton, saxophone ténor et flûte
- William Reichenbach - trombone